# Pseudobagarius baramensis
Pseudobagarius baramensis is een straalvinnige vissensoort uit de familie van de meervallen (Akysidae). De wetenschappelijke naam van de soort is voor het eerst geldig gepubliceerd in 1905 door Henry Weed Fowler.